# Clubiona hwanghakensis
Clubiona hwanghakensis este o specie de păianjeni din genul Clubiona, familia Clubionidae, descrisă de Paik, 1990. Conform Catalogue of Life specia Clubiona hwanghakensis nu are subspecii cunoscute.